# Ajn Kada
Ajn Kada (arab. عين قادة; fr. Aïn Kada) – jedna z 52 gmin w prowincji Sidi Bu-l-Abbas, w Algierii, znajdująca się w północno-zachodniej części kraju. W 2008 roku gminę zamieszkiwało 16013 osób. Numer statystyczny gminy w Office National des Statistiques d'Algérie to 2225.